# هربرت هیرت
هربرت هیرت (انگلیسی: Herbert Hirth; ۲۳ ژانویهٔ ۱۸۸۴ – ۱۱ اکتبر ۱۹۷۶) بازیکن فوتبال اهل آلمان بود.
از باشگاه‌هایی که در آن بازی کرده‌است می‌توان به باشگاه فوتبال هرتابرلین اشاره کرد.
وی همچنین در تیم ملی فوتبال آلمان بازی کرده‌است.